# Acabanga nigrohumeralis
Acabanga nigrohumeralis là một loài bọ cánh cứng trong họ Cerambycidae.